# Mistrzostwa świata w motocyklowych rajdach terenowych
Mistrzostwa świata w motocyklowych rajdach terenowych – coroczne mistrzostwa świata w motocyklowych rajdach Cross-Country, które odbywają się w dwóch kategoriach: Open i 450 cm³ i są bezpośrednim przygotowaniem przed Rajdem Dakar.

## Klasyfikacja zwycięzców w kategorii "Open"
| Rok  | Złoto                         | Srebro                        | Brąz                          |
| ---- | ----------------------------- | ----------------------------- | ----------------------------- |
| 2009 | Cyril Despres                 | Jakub Przygoński              | Jacek Czachor                 |
| 2008 | Marek Dąbrowski (KTM)         | Maurizio Sanna Cocco (KTM)    | James West (KTM)              |
| 2007 | Marc Coma (KTM)               | Pål Anders Ullevålseter (KTM) | David Casteu (KTM)            |
| 2006 | Marc Coma (KTM)               | David Casteu (KTM)            | Pål Anders Ullevålseter (KTM) |
| 2005 | Marc Coma (KTM)               | David Casteu (KTM)            | Cyril Despres (KTM)           |
| 2004 | Pål Anders Ullevålseter (KTM) | Jacek Czachor (KTM)           | Marek Dąbrowski (KTM)         |
| 2003 | Cyril Despres (KTM)           | ?                             | ?                             |

## Klasyfikacja zwycięzców w kategorii "450 cm³"
| Rok  | Złoto                   | Srebro                     | Brąz                      |
| ---- | ----------------------- | -------------------------- | ------------------------- |
| 2009 | ?                       | ?                          | ?                         |
| 2008 | Jacek Czachor (KTM)     | Matteo Poli (Yamaha)       | Aleksiej Naumow (KTM)     |
| 2007 | Jacek Czachor (KTM)     | Francisco Lopez (Honda)    | Oscar Polli (KTM)         |
| 2006 | Francisco Lopez (Honda) | Oscar Polli (KTM)          | Laurent Lazard (KTM)      |
| 2005 | Carlo de Gavardo (KTM)  | Oscar Polli (KTM)          | Jacek Czachor (KTM)       |
| 2004 | Carlo de Gavardo (KTM)  | Alessandro Zanotti (Honda) | Chriescht Beneke (Suzuki) |